# Кепенова класификација климе
| Af Am Aw/As |  | BWh BWk BSh BSk |  | Csa Csb Csc |  | Cwa Cwb Cwc |  | Cfa Cfb Cfc |  | Dsa Dsb Dsc Dsd |  | Dwa Dwb Dwc Dwd |  | Dfa Dfb Dfc Dfd |  | ET EF |

Кепенова класификација климe представља рејонизацију и класификацију климатских типова Земљине површине. Данас се ова класификација највише користи у свету, али и у Србији. Немачки климатолог руско-грчког порекла Владимир Кепен (1846–1940) је ову класификацију први пут изнео 1884. године, и извршио је неколико модификација 1918 и 1936. године. Касније је климатолог Рудолф Гајгер (1894-1981) увео неке промене у систем класификације, који се због тога понекад назива и Кепен-Гајгеров климатски класификациони систем.
Кепенова климатска класификација дели климе у пет главних климатских група, при чему се свака група дели на основу сезонских падавина и температурних образаца. Пет главних група су A (тропска), B (сува), C (умерена), D (континентална) и E (поларна). Свака група и подгрупа је представљена словом. Свим подневљима додељена је главна група (прво слово). Свим климатским условима осим оних у E групи додељена је сезонска подгрупа падавина (друго слово). На пример, Af указује на тропску климу прашуме. Систем додељује температурну подгрупу за све групе осим оних у A групи, означену трећим словом за климу у B, C, и D, а другим словом за климу у E. На пример, Cfb означава океанску климу са топлим летима како је назначено завршетком b. Клима се класификује на основу специфичних критеријума који су јединствени за сваки тип климе.
Како је Кeпен систем дизајнирао на основу свог искуства као ботаничар, његове главне климатске групе заснивају се на томе које врсте вегетације расту у датом региону класификације климе. Поред идентификације климе, систем се може користити за анализу услова екосистема и идентификацију главних типова вегетације у климатским условима. Због своје везе са биљним светом датог региона, систем је користан у предвиђању будућих промена у биљном свету унутар датог региона.
Кeпенов систем класификације климе је даље модификован у оквиру Тревартовог система класификације, средином 1960-их (ревидираног 1980). Тревартов систем је настојао да створи рафиниранију климатску зону средње географске ширине, што је била једна од критика Кепеновог система (климатска група C била је преширока).‍:200–1

## Метод одређивања климата
Владимир Кепен је своју класификацију засновао на хидротермичким показатељима. Употребио је податке за средње месечне и средње годишње температуре и годишње суме падавина. На основу њих издвојио је одређене типове климе и њихове подгрупе.

## Климати по Кепену
Издвојено је пет главних климата који су означени великим словима абецеде, који се даље деле на типове.
- А - Тропски тип[10][11][12]
- B - Суви тип[13][14][15][16]
- С - Умерно-топли тип[17][18][19]
- D - Умерено-хладни (бореални) тип[20]
- Е - Хладни тип[21][22][23]

### Типови климата
Климатских типова према Кепену има укупно дванаест, док се неки од њих даље деле, чинећи још 18 подтипова:
- Климат А
  - Прашумски тип (Af)
  - Монсунски тип (Am)
  - Савански тип (Aw)
- Климат B
  - Пустињски тип (BWh, BWk)
    - Топли пустињски тип (BWh)
    - Хладни пустињски тип (BWk)

  - Степски тип (BSh, BSk)
    - Топли степски тип (BSh)
    - Хладни степски тип (BSk)
- Климат C
  - Умерено-топли (синајски) тип (Cwa, Cwb)
    - Умерено-топла клима са жарким летом (Cwa)
    - Умерено-топла клима са топлим летом (Cwb)

  - Умерено влажни (океански) тип (Cfa, Cfb)
    - Влажни суптропски тип (Cfa)
    - Умерено-топла клима западних приморја (Cfb)

  - Средоземни тип (Csa, Csb)
    - Средоземна клима са жарким летом (Csa)
    - Средоземна клима са топлим летом (Csb)
- Климат D
  - Суви бореални тип (Dwa, Dwb, Dwc, Dwd)
    - Сува бореална клима са жарким летом (Dwa)
    - Сува бореална клима са топлим летом (Dwb)
    - Сува бореална клима са свежим летом (Dwc)
    - Сува бореална клима са врло хладном зимом (Dwd)

  - Влажни бореални тип (Dfa, Dfb, Dfc, Dfd)
    - Влажна болеарна клима са жарким летом (Dfa)
    - Влажна бореална клима са топлим летом (Dfb)
    - Влажна бореална клима са свежим летом (Dfc)
    - Влажна бореална клима са врло хладном зимом (Dfd)
- Климат Е
  - Поларни (тундра) тип (ET)
  - Тип вечног леда и хладноће (EF)